# Rhopalostylis sapida
Rhopalostylis sapida là loài thực vật có hoa thuộc họ Arecaceae. Loài này được (Sol. ex G.Forst.) H.Wendl. & Drude miêu tả khoa học đầu tiên năm 1878.

## Hình ảnh

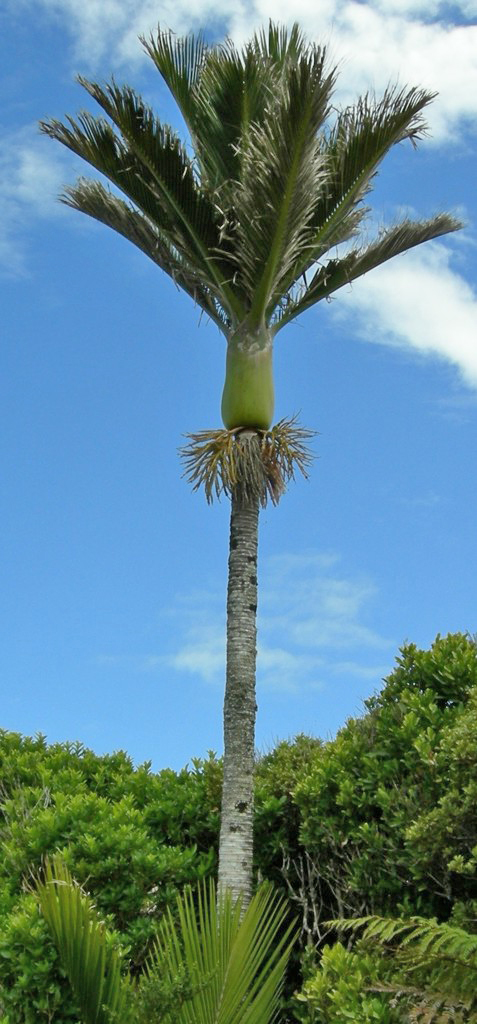
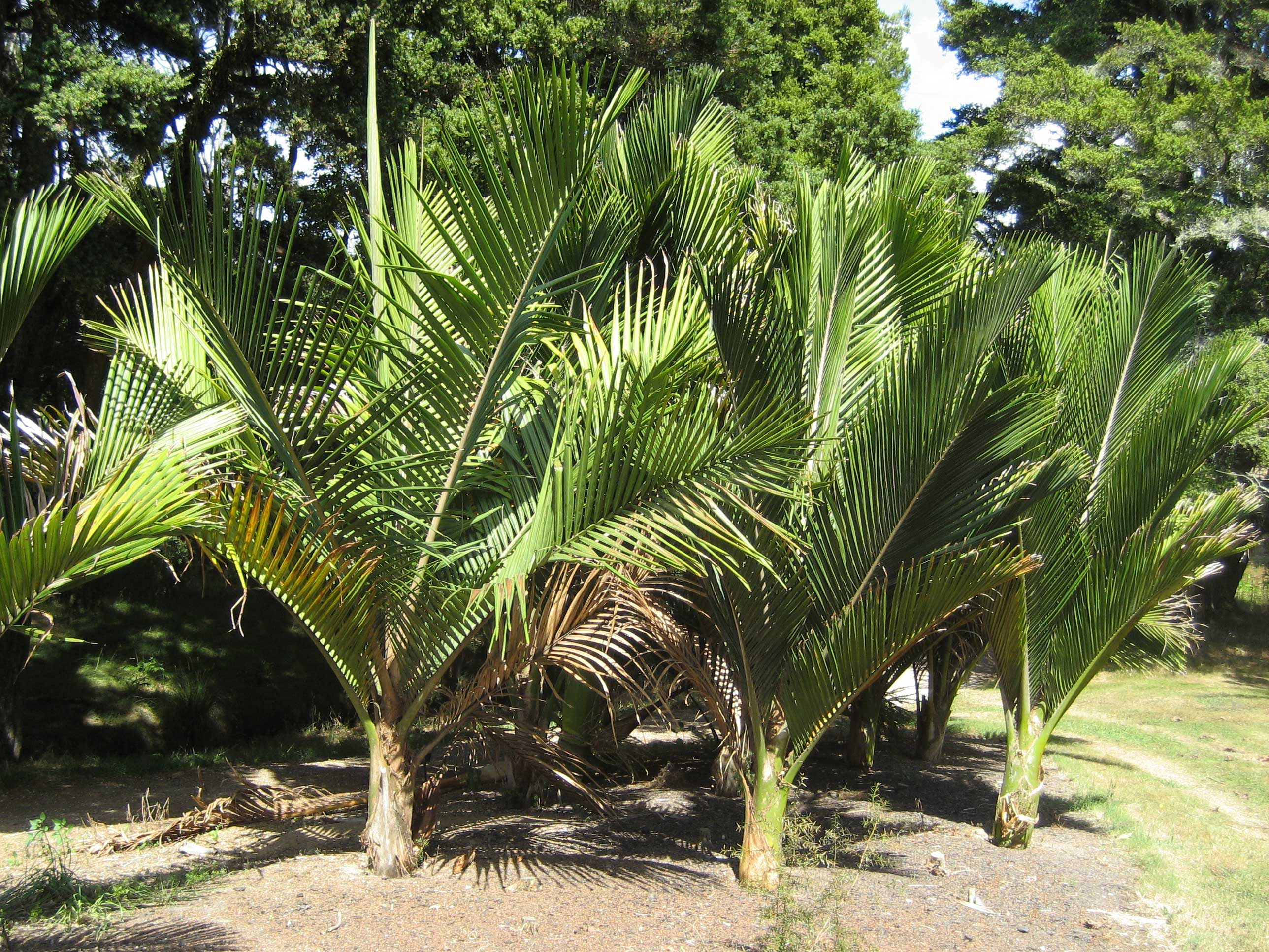
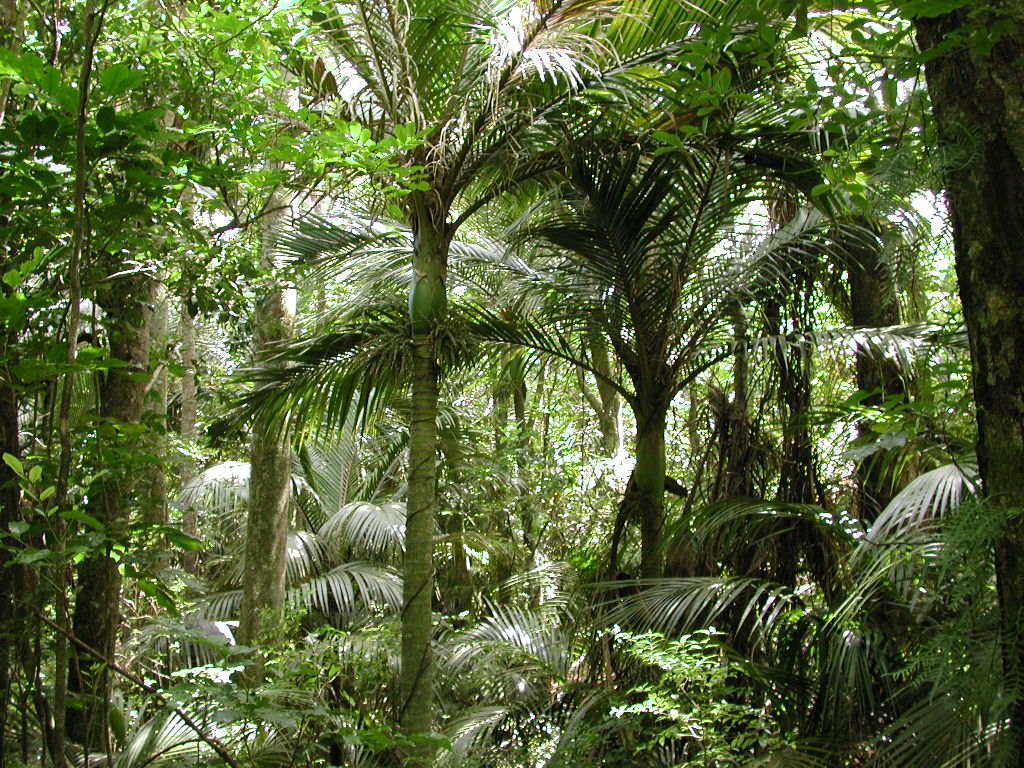
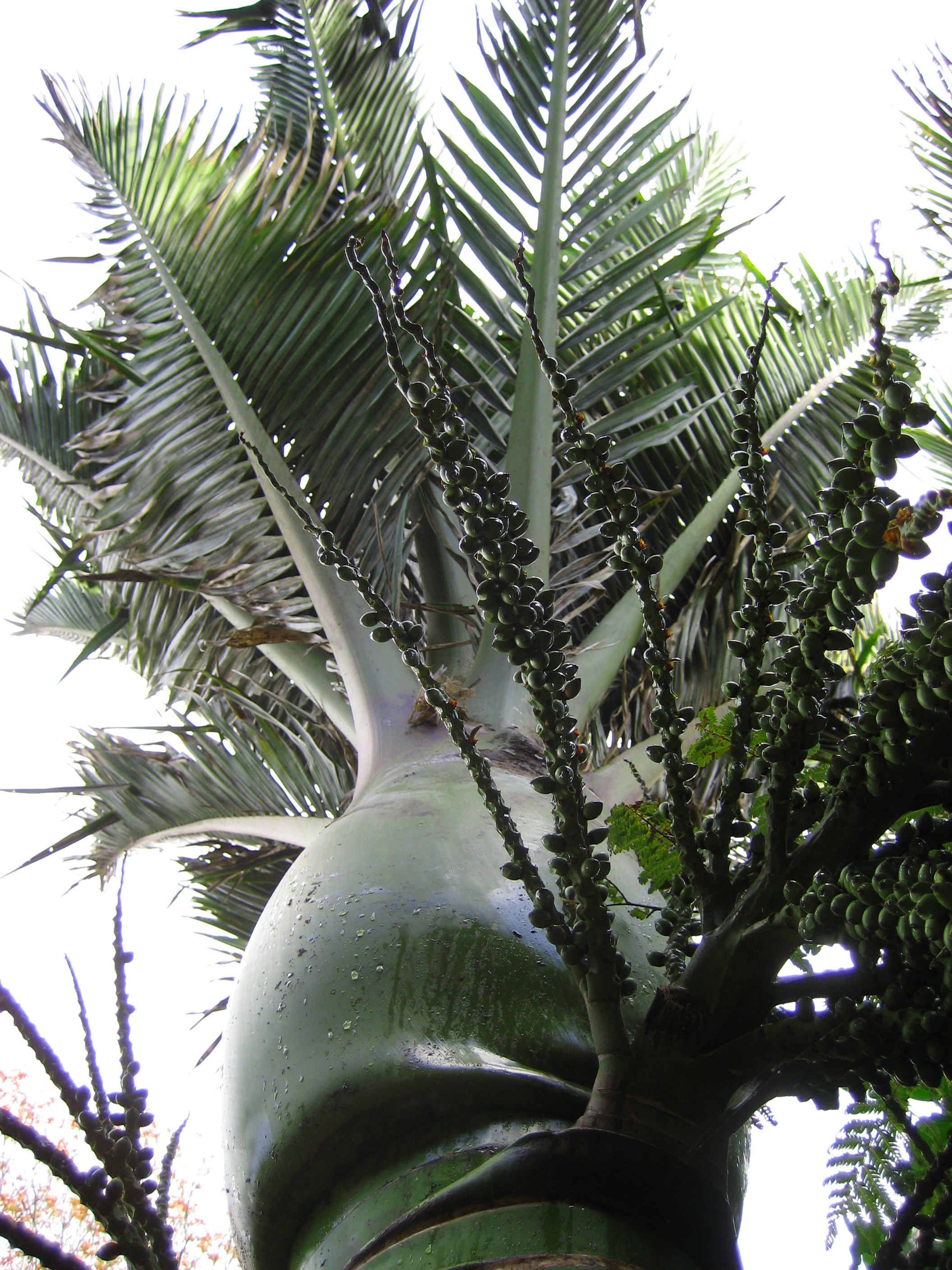